# 马哈茂达巴德县
馬哈茂達巴德縣（波斯語：‎）位於伊朗馬贊德蘭省，首府是馬哈茂達巴德。
根據2006年的人口普查結果顯示總人口為90,054人。2011年總人口為96,019人。2016年的總人口普查數據為98,407人。